# Dê Bagot

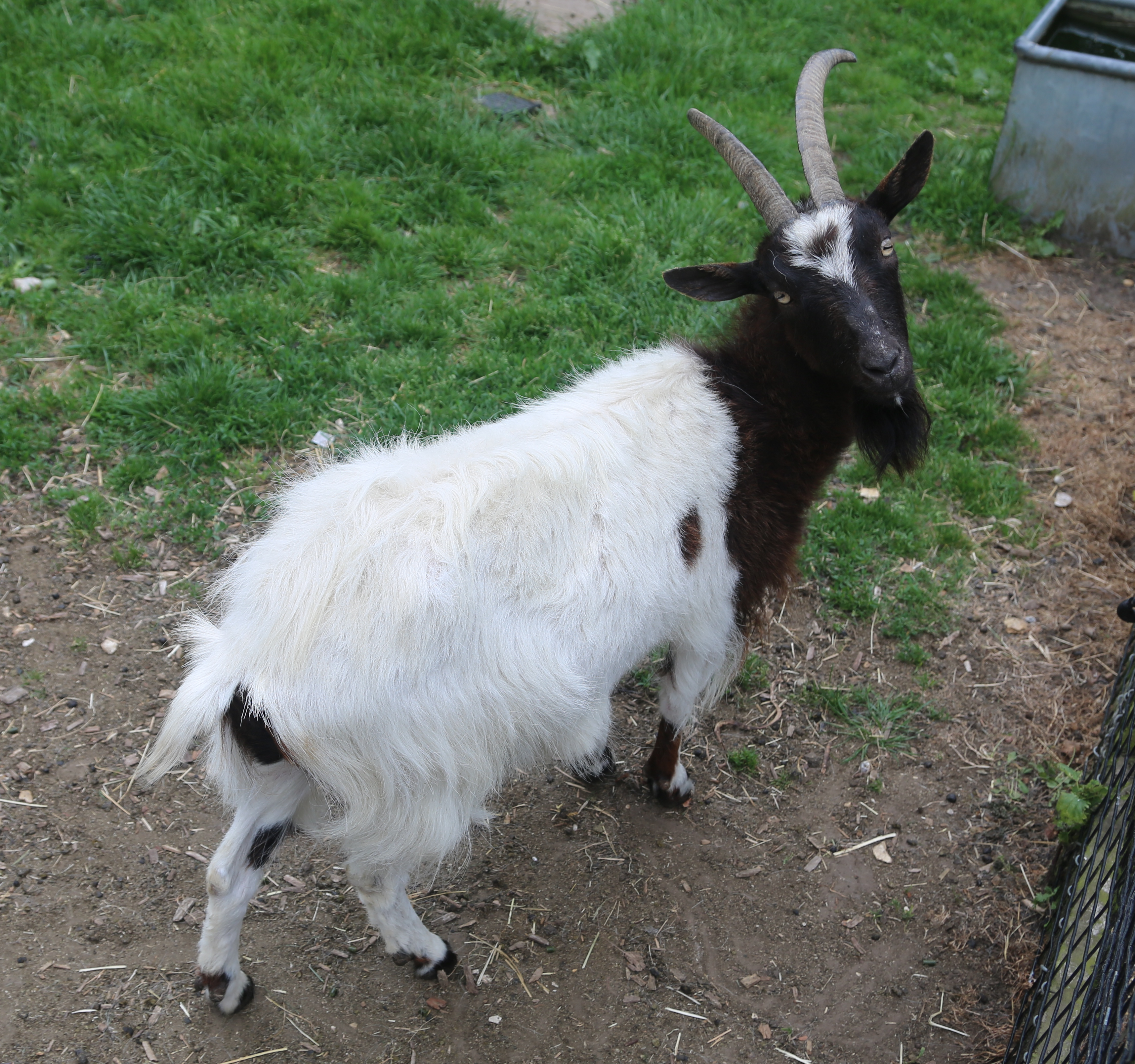
Dê Bagot

Dê Bagot (phát âm tiếng Anh: /bæɡət/) là một giống dê đã từng tồn tại trong vài trăm năm đã sống hoang dã tại vùng đồi Blithfield Hall, trong hạt Staffordshire, của nước Anh. Vào năm 2010, nó được coi là "cực kỳ nguy cấp" bởi Quỹ Tín thác Sinh tồn, vì có ít hơn 100 giống cái đã đăng ký ở Vương quốc Anh, nhưng đến năm 2012 đã được nâng cấp thành "dễ bị tổn thương". Dê Bagot là giống dê tuyệt vời, dê nái là các bà mẹ chu đáo, cũng có khả năng bảo vệ con cái của chúng. Chúng thường đẻ mỗi lứa một con (giống như nhiều giống bản địa) và hiếm khi cần sự can thiệp trong quá trình sinh nở.
Động vật nuôi được duy trì trong môi trường nuôi nhốt ở điều kiện cao hơn so với tự nhiên sẽ quản lý, thường sinh sản. Đã có hai trường hợp được ghi lại của việc sinh ba, một trong năm 1994 (Undercliff Faith, Hope and Charity) và một trường hợp khác vào năm 2017. Dê Bagot không có mục đích thương mại quá nhỏ so với dê Boer để có khả năng sống như một giống dê cho thịt, chúng sản xuất sữa chất lượng cao nhưng ít (nhất quán với việc chỉ sinh một con) bằng cách so sánh với các giống dê sữa của Thụy Sĩ, và sản xuất quá ít lông lên cashmere để cạnh tranh với dê Angora. Tuy nhiên, gần đây chúng đã tìm được một nơi thích hợp trong lĩnh vực chăn thả bảo tồn tại RSPB dự trữ ở xứ Wales, Kent và Canterbury, nơi hoạt động bứt lá của chúng thúc đẩy sự đa dạng trong điều kiện đất có lợi cho động vật hoang dã khác.